# Illa de Vinallop
L’Illa de Vinallop és una illa fluvial del riu Ebre situada al terme municipal de Tortosa i que abasta unes 20 hectàrees de superfície. És un dels espais del complex de zones humides de les Illes de l'Ebre.
L’illa està configurada per petites badies llimoses on es desenvolupa una vegetació helofítica i on destaquen espècies com Phragmites australis, Typha sp., Carex hispida, Scirpus lacustris, S. maritimus, etc. La vegetació forestal està constituïda per l'albereda i els arbres més habituals són l'àlber (Populus alba) i el freixe (Fraxinus angustifolia). També hi ha claps de salzeda, amb arbres com el salze blanc (Salix alba), el salze triandre (S. triandra), i tamarius (Tamarix canariensis i T. africana). En aquesta illa també es troben espècies tan interessants com Rumex maritimus o el lligabosc valencià (Lonicera biflora).
Pel que fa a la fauna, destaca l'efemeròpter Ephoron virgo. Aquí hi ha estat citades algunes espècies reptilianes escasses al sud de Catalunya, com el vidriol (Anguis fragilis). Pel que fa als ocells, l’illa és un dels darrers punt de nidificació del teixidor (Remiz pendulinus) i també hi crien el colltort (Jynx torquilla) i el siboc (Caprimulgus ruficollis). També s'hi localitzen multitud d’ocells de zones humides que es desplacen des dels aiguamolls litorals -majoritàriament el delta de l’Ebre-, vers l’interior de la península Ibèrica. Així mateix, cal indicar que, com a espai del PEIN "Illes de l’Ebre" es localitzen poblacions de la nàiada Margaritifera auricularia, un mol·lusc bivalve en perill d’extinció a tot Europa.
Tot i el seu bon estat de conservació, es detecten a l'espai problemes ambientals com la freqüentació, la pesca furtiva (aquestes dues íntimament relacionades) o la pressió ramadera (s'hi localitza des de fa anys un ramat de bous que pastura per l’illa), i que segons algunes fonts creen problemes ecològics.